# Elizabeth LeCompte
Elizabeth LeCompte, född 28 april 1944 i New Jersey är en amerikansk teaterregissör.

## Biografi
Elizabeth LeCompte har en Bachelor of Science i Fine Arts från Skidmore College i Saratoga Springs i delstaten New York. 1970 anslöt hon sig till The Performance Group i SoHo i New York där hon var assistent åt regissören Richard Schechner. I Performance Group träffade hon skådespelaren Willem Dafoe som hon inledde en både privat och professionell relation med. Tillsammans var de medgrundare till den efterföljande Wooster Group 1975, också i SoHo. Båda grupperna har varit pionjärer inom experimentell teater i USA. Själv räknas hon till frontlinjen av avantgardeteater i USA. Sedan 1975 har hon regisserat alla Wooster Groups uppsättningar, som ofta består av dekonstruktioner av klassiker. Föreställningarna är ofta tekniskt komplicerade med inslag av multimedia. LeCompte har undervisat på flera universitet i USA, däribland Art Institute of Chicago, Columbia University och Massachusetts Institute of Technology (MIT) samt på O’Neill Center och University of London. Bland utmärkelser on tilldelats kan nämnas National Endowment for the Arts Distinguished Artists Fellowship for Lifetime Achievement in the American Theater och den franska Arts et Lettres-orden.
1993 gästade Wooster Group Scensommarfestivalen i Stockholm med Fish story som byggde på scener ur Eugene O'Neills Kejsar Jones och Anton Tjechovs Tre systrar. År 2000 gästade man Festspillene i Bergen med House/Lights som byggde på Gertrude Steins libretto Doctor Faustus Lights the Lights. 2011 gästspelade man på Nationaltheatret i Oslo med Tennessee Williams Vieux Carré.